# Immanuel Höhn
Immanuel Höhn (Magonza, 23 dicembre 1991) è un ex calciatore tedesco, di ruolo difensore.

## Carriera
Gioca dal 2009 nella squadra riserve del Friburgo; nel 2011 ha esordito in prima squadra, in Bundesliga. Chiude la sua prima stagione, quella 2011-2012, con 8 presenze senza gol. Nella stagione 2012-2013 gioca altre 8 partite in Bundesliga, continuando nel frattempo a giocare anche con la squadra riserve.

## Palmarès

### Club

#### Competizioni nazionali
- 2. Fußball-Bundesliga: 1

Friburgo: 2015-2016